# Центральный Хада-Булак
Центра́льный Хада-Була́к — посёлок в Оловяннинском районе Забайкальского края России. Входит в состав сельского поселения «Хада-Булакское».

## География
Посёлок находится к востоку от посёлка при станции Хада-Булак, на левом берегу реки Цунгурук, на расстоянии 85 км к юго-востоку от посёлка городского типа Оловянная, административного центра района.

## История
Решение образовать новый посёлок путём выделения из посёлка Хада-Булак было принято законом Забайкальского края от 5 мая 2014 года. На федеральное уровне присвоение соответствующего наименования было осуществлено распоряжением Правительства Российской Федерации от 1 марта 2016 года.

## Население
| 2021 |
| ---- |
| 1    |